# Hans Theodor David
Hans Theodor David (* 8. Juli 1902 in Speyer; † 30. Oktober 1967 in Ann Arbor) war ein deutsch-amerikanischer Musikwissenschaftler.
David studierte an den Universitäten Tübingen, Göttingen und Berlin. Seine Dissertation mit dem Titel Johann Schobert als Sonatenkomponist erschien 1928. Er ging 1933 in die Niederlande und emigrierte 1936 in die USA.
Dort wurde er 1937 Mitarbeiter der New York Public Library. 1939 erhielt er eine Dozentur an der New York University. Von 1945 bis 1950 war er Professor und Rektor der musikwissenschaftlichen Fakultät an der Southern Methodist University in Dallas, danach wirkte er als Professor für Musikgeschichte an der University of Michigan in Ann Arbor.
David heiratete 1929 Frances M. Heidenhain. Aus der Ehe gingen zwei Söhne und eine Tochter, die Psychiaterin Monica Blumenthal, hervor.

## Werke
- (mit A. Rau): A Catalog of Music fit American Moravians, 1742–1842, from the Archives of the Moravian Church at Bethlehem. Bethlehem, PA, 1938
- Bach’s “Musical Offering”. History, Interpretation and Analysis. New York 1945.
  - Reprint Dover, New York 1972, ISBN 0-486-22768-5
- Hrsg. (mit Arthur Mendel): The Bach Reader. New York 1945; zweite überarbeitete Auflage 1966
  - Dies.: The new Bach Reader. Überarbeitet und erweitert von Christoph Wolff. Norton, New York 1998, ISBN 0-393-04558-7